# آدی نس
آدی نس(عبری: עדי נס‎؛ زاده ۱۹۶۶) عکاس اسرائیلی است.

## زندگی و پیشه
آدی نس در کریات گات زاده شد. پدر و مادر او از مهاجران یهودی ایرانی هستند. او همجنسگراست.
نس با سری کارهای شناخته‌شدهٔ «سربازان»، که در آن مردانگی و جنسیت را در هم آمیخته‌است، سربازان اسرائیلی را به شکلی شکننده به تصویر می‌کشد.در سال ۲۰۰۵ نس به عنوان هنرمند برجسته بنیاد فرهنگی اسرائیل انتخاب شد.
شناخته‌شده‌ترین عکس نس یادآور شام آخر لئوناردو داوینچی است که سربازان جوان اسرائیلی را جایگزین شخصیت‌ها می‌کند. نسخه چاپی عکس در حراجی ساتبیز در سال ۲۰۰۵ به قیمت ۱۰۲۰۰۰ دلار فروخته شد و دوباره در سال ۲۰۰۷ با قیمت ۲۶۴٬۰۰۰ دلار به فروش رفت. این اثر در ماه مه سال ۲۰۰۸ در صفحه اول نیویورک تایمز قرار گرفت.

## نگارخانه

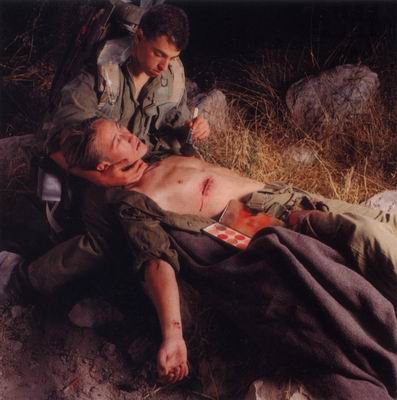
بدون عنوان ، از سری "سربازان" ، 90 90 90/140 140 140 سانتی متر ، ۱۹۹۵
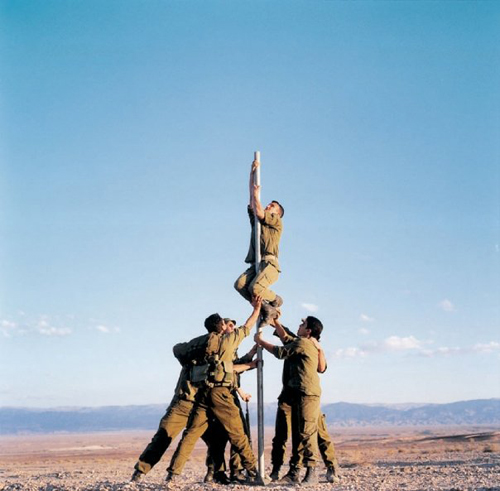
بدون عنوان ، از سری "سربازان" ، 90 90 90/140 140 140 سانتی متر ، ۱۹۹۸
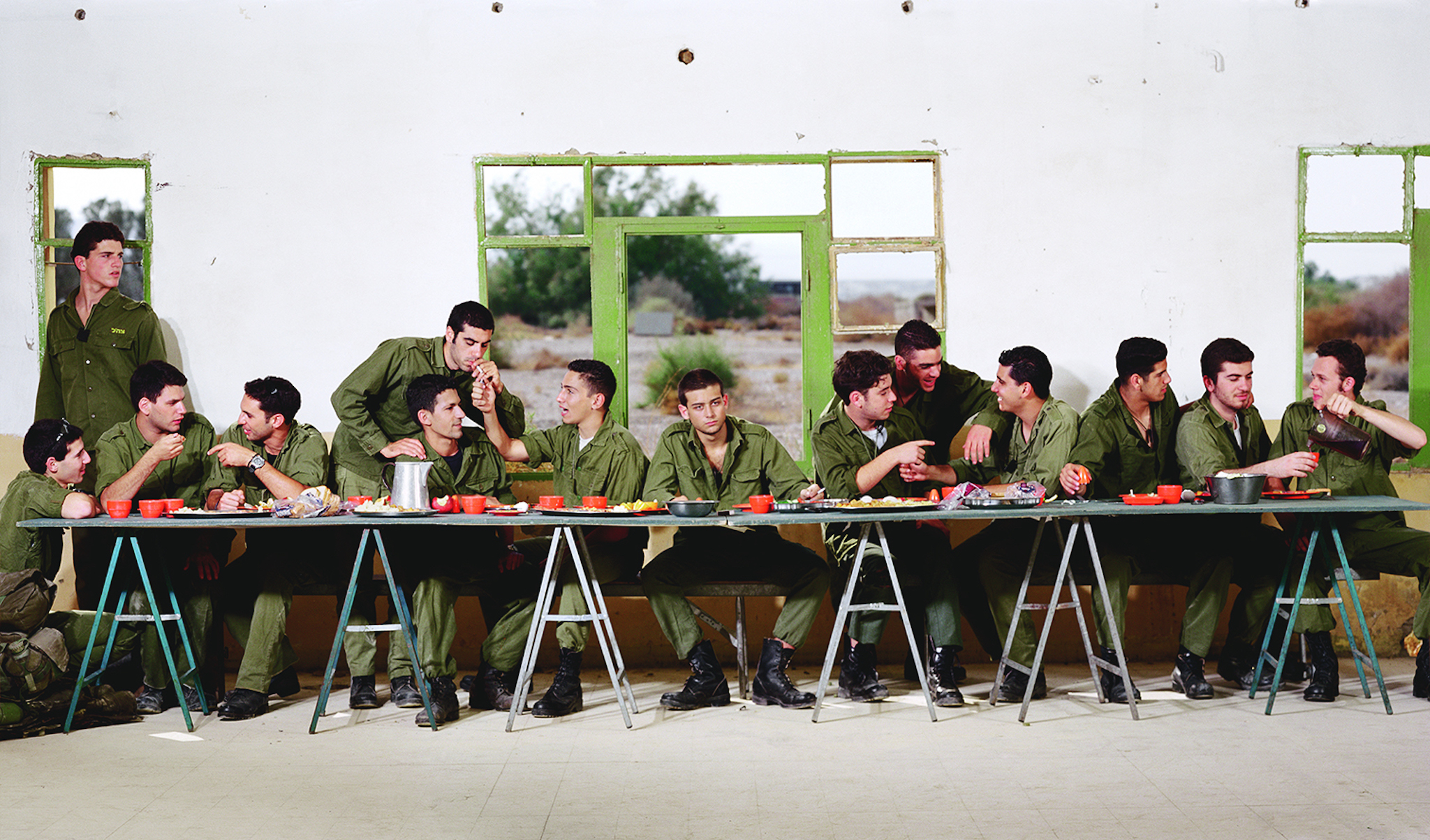
بدون عنوان ، از سری "سربازان" ، ۹۰ ۱۴ ۱۴۸/۱۸۵ ۲۳ ۲۳۵ ، ۱۹۹۹.
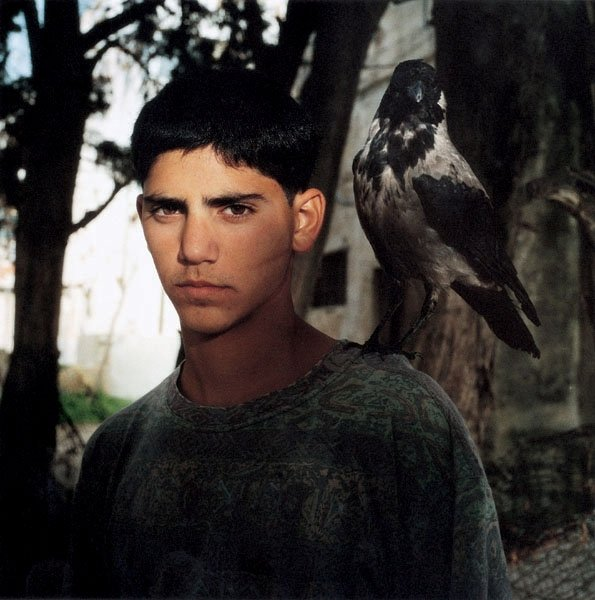
بدون عنوان ، از سری "پسران" ، 100 100 100/140 140 140 سانتی متر ، ۲۰۰۰
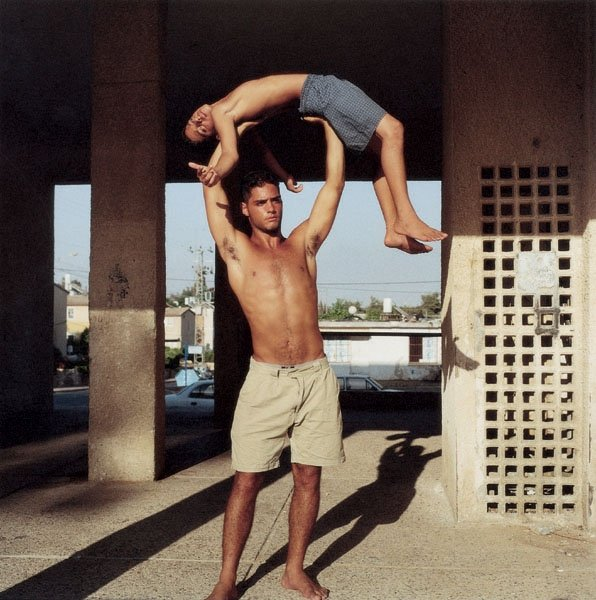
بدون عنوان ، از سری "پسران" ، 100 100 100/140 140 140 سانتی متر ، ۲۰۰۰
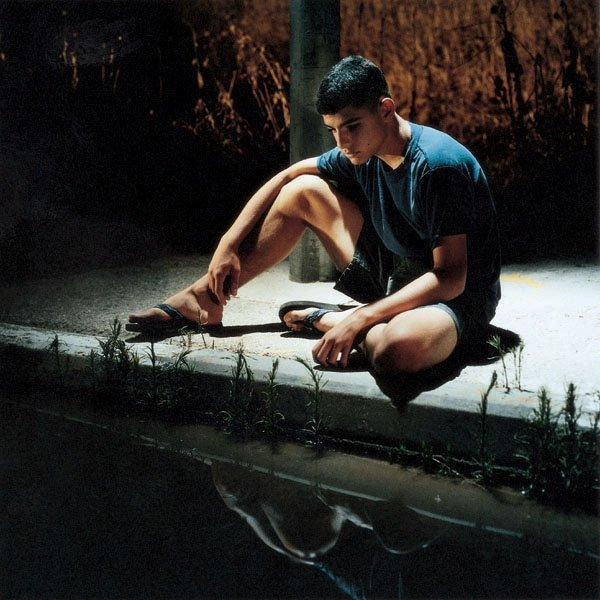
بدون عنوان ، از سری "پسران" ، 100 100 100/140 140 140 سانتی متر ، ۲۰۰۰
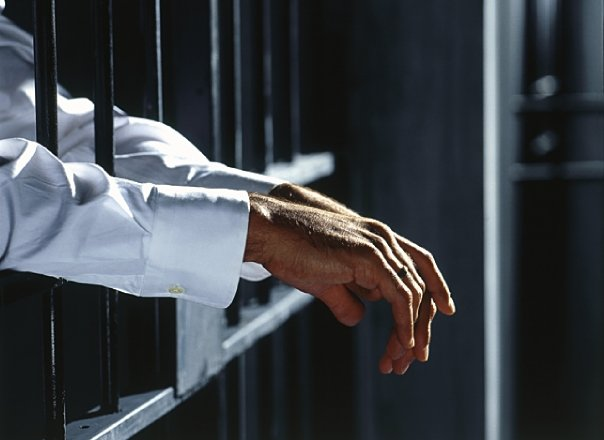
بدون عنوان ، از سری "زندانیان" ، 60 82 82/90 12 123 سانتی متر ، ۲۰۰۳
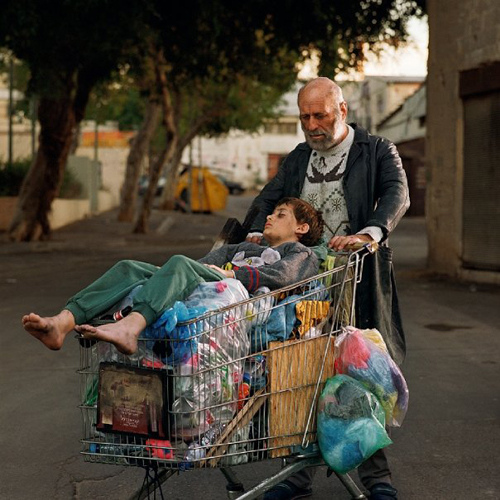
بدون عنوان (ابراهیم و اسحاق) ، از سری "داستان‌های کتاب مقدس" ، 100 100 100/140 140 140 سانتی متر ، ۲۰۰۴
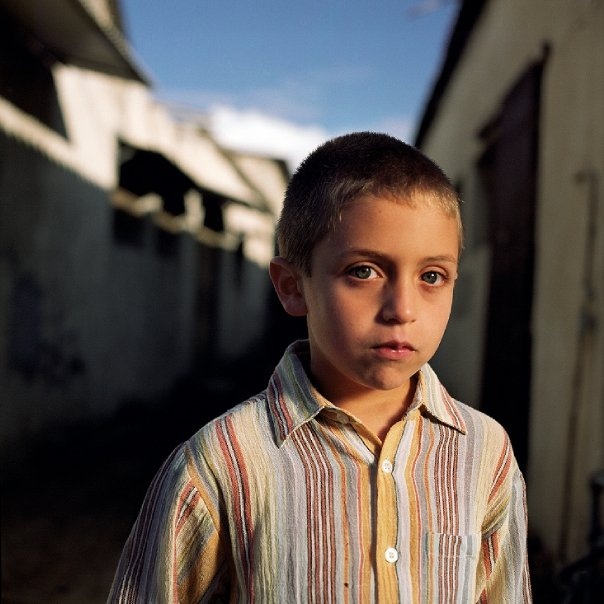
بدون عنوان (جوزف) ، از سری "داستانهای کتاب مقدس" ، 100 100 100/140 140 140 سانتی متر ، ۲۰۰۴